# Odd Soul
Odd Soul – trzeci album studyjny amerykańskiego zespołu MUTEMATH.

## Lista utworów
1. "Odd Soul" - 3:15
2. "Prytania" - 4:13
3. "Blood Pressure" - 3:04
4. "Tell Your Heart Heads Up" - 2:53
5. "All Or Nothing" - 4:50
6. "Sun Ray" - 1:52
7. "Allies" - 3:14
8. "Cavalries" - 3:28
9. "Walking Paranoia" - 3:05
10. "One More" - 5:00
11. "Equals" - 3:29
12. "Quarantine" - 7:02
13. "In No Time" - 4:53

### Official Pre-Order Bonus Tracks
1. "Amendment"
2. "Cold Sparks"
3. "Sun Ray, Pt. 2"